# تشارلز أ. جنكينز
تشارلز أ. جنكينز هو سياسي أمريكي، ولد في 18 ديسمبر 1962 في نورفولك في الولايات المتحدة. نشط حزبياً في الحزب الجمهوري. وقد انتخب عضو مجلس النواب لولاية ماريلند ‏.